# Valentine Nelson
Valentine Nelson (ur. 12 kwietnia 1987) – papuaski piłkarz grający na pozycji obrońcy.

## Kariera klubowa
Karierę piłkarską Nelson rozpoczął klubie Tukoko University. W jego barwach zadebiutował w pierwszej lidze papuaskiej.

## Kariera reprezentacyjna
W reprezentacji Papui-Nowej Gwinei Nelson zadebiutował w 2011 roku. W 2012 roku wystąpił z kadrą narodową w Pucharze Narodów Oceanii 2012, który był jednocześnie częścią eliminacji Mistrzostw Świata 2014.